# Пингали Венкайя
Пингали Венкайя (телугу పింగళి వెంకయ్య; 2 августа 1876/1878, Бхатлапенумарру, Мадрасское президентство, Британская Индия — 4 июля 1963, Индия) — индийский дизайнер, лектор, писатель, геолог, педагог, агроном и борец за независимость Индии от Великобритании, автор дизайна современного флага Индии.
В возрасте 19 лет Пингали Венкайя поступил на службу в Британскую индийскую армию и во время Второй англо-бурской войны был направлен на территорию современной Южно-Африканской Республики. Во время войны, когда солдатам приходилось отдавать честь флагу Великобритании, Пингали Венкайя осознал необходимость наличия флага для индийцев. На сессии Комитета Всеиндийского конгресса в 1906 году в городе Калькутта он был вдохновлён на создание флага для Индийского национального конгресса (ИНК), поскольку он выступал против идеи поднятия флага Великобритании на заседаниях партии.
Прежде чем Индия обрела в 1947 году независимость, членами индийского национально-освободительного движения использовались разные флаги. Пингали Венкайя решил разработать национальный флаг, а затем вручил его Махатме Ганди во время его визита в Виджаяваду 1 апреля 1921 года. Первый проект флага был красно-зелёным: красный цвет символизировал индуистов, а зелёный — мусульман. По предложению Ганди Пингали Венкайя добавил белую полосу для обозначения всех других конфессий и религий, присутствующих в Индии. С 1921 года флаг, разработанный Пингали Венкайей неофициально использовался на всех заседаниях ИНК. Флаг был принят в нынешнем виде на заседании Учредительного собрания Индии 22 июля 1947 года.
Будучи агрономом и педагогом, Пингали Венкайя основал учебное заведение на территории города Мачилипатнам. В 1963 году он скончался в относительной бедности и считался в значительной степени забытым обществом. В 2009 году в его память Индией была выпущена почтовая марка. В 2012 году было предложено присвоить Пингали Венкайе высшую гражданскую государственную награду Индии — орден «Бхарат Ратна», однако от Правительства Индии не поступило никакого ответа.

## Биография

### Ранняя жизнь и образование
Пингали Венкайя родился 2 августа 1876 или 1878 года в деревне Бхатлапенумарру недалеко от города Мачилипатнам на территории современного штата Андхра-Прадеш в семье Хануманты Райуду и Венкаты Ратнам. Он получил своё образование в индуистской средней школе города Мачилипатнам, однако также он провёл своё детство на территории современного округа Кришна в деревнях Ярлагадда и Педакаллепалли. Затем Пингали Венкайя женился на Рукминамме — дочери каранама, происходившего из деревни Памарру.
В возрасте 19 лет он поступил в Британскую индийскую армию и во время Второй англо-бурской войны (1899—1902) был направлен на территорию современной Южно-Африканской Республики, где впервые встретился с Ганди. Когда во время войны солдатам пришлось отдавать честь национальному флагу Великобритании, Пингали Венкайя осознал необходимость наличия собственного флага у индийцев.

### Научная и педагогическая карьера
Во время учёбы в Президентском колледже при Мадрасском университете Пингали Венкайя получил диплом по геологии. В 1911—1944 годах он работал преподавателем в Национальном колледже «Андхра» в Мачилипатнаме. С 1924 по 1944 год Пингали Венкайя исследовал слюды на территории города Неллуру. К его трудам по геологии также относится опубликованная им книга «Thalli Raayi».
Пингали Венкайя считался экспертом по добыче алмазов, за что он получил прозвище «Алмаз Венкайя». Также его называли «Патти Венкайя» («Коттон Венкайя»), поскольку считается, что он посвятил большую часть своего времени исследованию основных сортов хлопка и провёл подробное исследование сорта под названием камбоджийский хлопок. Пингали Венкайя являлся полиглотом, владевшим многими языками мира, включая японский и урду. В 1913 году он произнёс длинную речь на японском языке в школе города Бапатла, за что его с тех пор стали называть «Япония Венкайя».

### Дизайн флага Индии

Флаг, разработанный Пингали Венкайей (после добавления по просьбе Махатмы Ганди белой полосы) и представленный на заседании Индийского национального конгресса в 1921 году

Когда Пингали Венкайя присутствовал на сессии Комитета Всеиндийского конгресса в 1906 году на территории Калькутты под руководством Дадабхая Наороджи, он был вдохновлён на разработку флага для Индийского национального конгресса (ИНК), поскольку выступал против идеи поднятия флага Великобритании на заседаниях партии. Пингали Венкайя работал над потенциальными дизайнами, которые можно было бы использовать в качестве флагов для недавно созданного движения Сварадж в знак независимости страны. ИНК было предоставлено более 25 проектов флагов, имеющих различное значение и связанных с культурой, наследием и историей Индии. В 1916 году Пингали Венкайя опубликовал книгу под названием «Бхарата Десаники Ока Джатия Патакам», где представлены 30 потенциальных дизайнов флага. С 1918 по 1921 год он предлагал различные идеи руководству Индийского национального конгресса, одновременно работая в Национальном колледже «Андхра» в Мачилипатнаме.
С 31 марта по 1 апреля 1921 года Комитет Всеиндийского конгресса проводил решающую двухдневную сессию по поводу флага для индийцев. Когда Махатма Ганди попросил Пингали Венкайю представить дизайн флага на сессии, он делал это в течение трёх часов. Пингали Венкайя показал Ганди рисунок флага на полотнище кхади. Первоначально флаг представлял собой полотно, на котором изображены две полосы красного и зелёного цветов, где красный цвет означает индуистов, а зелёный — мусульман, проживающих в стране. По предложению Махатмы Ганди Пингали Венкайя добавил на флаг белую полосу для обозначения всех других конфессий и религий, присутствующих в стране. Флаг не был официально принят Комитетом Всеиндийского конгресса, изменившим расположение полос на флаге и поменявшим красную полосу на оранжевую, однако он стал использоваться по всей территории Индии. С 1921 года флаг Пингали Венкайи стал неофициально использоваться на всех заседаниях партии Индийский национальный конгресс. Флаг был принят в своём нынешнем виде на заседании Учредительного собрания Индии 22 июля 1947 года за двадцать дней до обретения независимости.

### Смерть и память

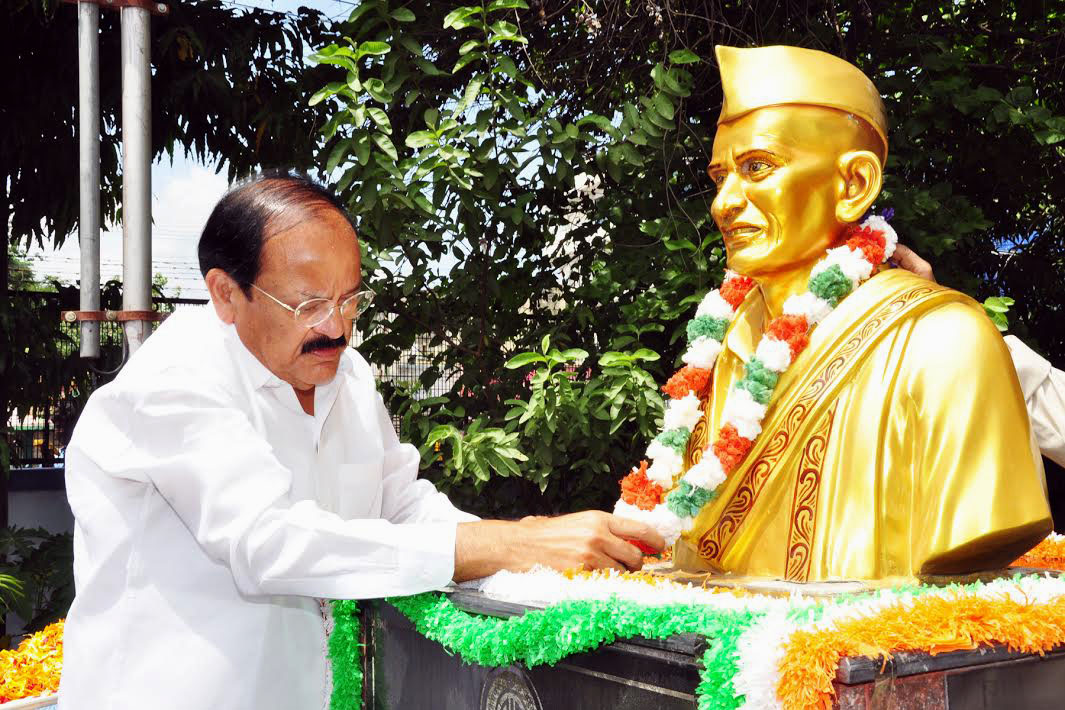
Венкая Найду украшает статую Пингали Венкайи в Виджаяваде.

Пингали Венкайя жил в соответствии с идеологиями Махатмы Ганди (гандизмом) и скончался 4 июля 1963 года на территории Индии. Дочь Пингали Венкайи — Гхантасала Сита Махалакшми, скончалась 21 июля 2022 года в возрасте 100 лет.
В 2009 году в память о Пингали Венкайе и флаге, который он придумал, была выпущена почтовая марка. В 2014 году станция «Виджаявада» индийской государственной радиоорганизации «Всеиндийское радио» была названа в его честь. В 2012 году Пингали Венкайе было предложено присвоить орден «Бхарат Ратна» — высшую гражданскую государственную награду Индии, однако от Правительства Индии не было получено какого-либо ответа.
В 1992 году тогдашний главный министр штата Андхра-Прадеш Нандамури Тарака Рама Рао заказал статую Пингали Венкайи, чтобы разместить её на бульваре «PV Narasimha Rao Marg» в Хайдарабаде. В январе 2015 года тогдашний министр городского развития Индии Венкая Найду открыл его статую перед радиостанцией «Виджаявада», принадлежащей радиоорганизации «Всеиндийское радио».